# Jacques Camou
Jacques Camous (sinh ngày 01 tháng 5 năm 1792 mất ngày 8 tháng 2 năm 1868), là một vị tướng thời Napoléon III.

### Sách
- Faucon, N.: Le Livre d'Or de l'Algérie, Vol. I; Challamel & Cie, Paris 1889. URL last accessed 2007-02-21.
- Hillairet, J.; Payen-Appenzeller, P.: Dictionnaire Historique des Rues de Paris, 8th ed., Editions de Minuit, Paris, 1985. ISBN 2707310549.